# Singuliere maat
In de maattheorie, een deelgebied van de wiskunde, wordt een maat die op een euclidische ruimte {\displaystyle \mathbb {R} ^{n}} is gedefinieerd, singulier genoemd, als deze maat en de lebesgue-maat op deze ruimte wederzijds singulier zijn.
Een verfijnde vorm van de decompositiestelling van Lebesgue deelt een singuliere maat op in een singuliere continue maat en in een discrete maat. Zie hieronder voor voorbeelden.

## Voorbeelden

### Voorbeeld 1 - Een discrete maat
De heaviside-stapfunctie op de reële lijn,
{\displaystyle H(x)={\begin{cases}0,&x<0\\1,&x\geq 0\end{cases}}}
heeft de dirac-maat {\displaystyle \delta _{0}} als haar distributionele afgeleide. Dit is een maat op de reële lijn, een "puntmassa" op 0. Deze is niet absoluut continu met betrekking tot de lebesgue-maat {\displaystyle \lambda }, noch is {\displaystyle \lambda } absoluut continu met betrekking tot {\displaystyle \delta _{0}}: {\displaystyle \lambda (\{0\})=0} maar {\displaystyle \delta _{0}(\{0\})=1}; als {\displaystyle U} een open verzameling is die niet 0 bevat, dan {\displaystyle \lambda (U)>0}, maar {\displaystyle \delta _{0}(U)=0}.

### Voorbeeld 2 - Een singuliere continue maat
De cantorverdeling heeft een cumulatieve verdelingsfunctie, die continu, maar niet absoluut continu is, en inderdaad is het absoluut continue gedeelte gelijk aan nul: de verdelingsfunctie is singulier continu.